# サーフズ・アップ (アルバム)
『サーフズ・アップ』 (Surf's Up) は、1971年にリリースされたザ・ビーチ・ボーイズのアルバム。タイトルは『スマイル』の中核をなす予定であった収録曲「サーフズ・アップ」から付けられた。

## 概要
1970年の秋、『サンフラワー』の商業的失敗の後、ビーチ・ボーイズはカリフォルニアのDJであったジャック・ライリーをマネージャーとして起用した。彼の最初の仕事は、ビーチ・ボーイズと彼らの歌に、政治的・環境的な社会的注目を集めることであった。11月にウィスキー・ア・ゴーゴーで行われた一連の「カムバック」コンサートが好意的に受け入れられた後、バンドは新しいアルバムの製作に着手した。
本作は当初『ランドロックド』というタイトルで、曲目も異なっていたが、ライリーは伝説となっていた「サーフズ・アップ」をアルバムに収録することを要求した。メンバーはそれに同意し、「サーフズ・アップ」はカール・ウィルソンがヴォーカルを担当することで完成させられた。作曲者であるブライアンは「サーフズ・アップ」の収録に難色を示した。『スマイル』崩壊にトラウマを感じ、失敗を思い出したくなかったためである。しかし、ブライアンの嘆願は無視された。
前作『サンフラワー』にてソング・ライターとしての才能を示したデニス・ウィルソンは、映画『断絶』出演のためにほとんど参加せず、曲の提供もしなかった。しかし、カールやアル・ジャーディンがメッセージ色の強いオリジナル曲を提供した。カールは演奏面でも複数の楽器を担当し、マルチ・プレイヤーとしての存在感も示している。なお、カールの作品である「フィール・フロウズ」で聴かれるフルートはジャズ・ミュージシャンのチャールズ・ロイドによるものである。この曲はのちに映画『あの頃ペニー・レインと』のエンドロールに使用され、サウンドトラックにも収録されている。ブルース・ジョンストンはその後多くのアーティストにカヴァーされた甘美な代表曲「ディズニー・ガールズ (1957)」を提供した。
ブライアンはジャック・ライリーにリード・ヴォーカルを取らせ、ヴァン・ダイク・パークスにヴォーカルで参加させた「ア・デイ・イン・ザ・ライフ・オブ・ア・ツリー」と、自身の厭世感を表現した「ティル・アイ・ダイ」を提供してビーチ・ボーイズの新たな側面を示した。
本アルバムは当時の世相にもある程度受け入れられ、『ビルボード』誌アルバム・チャート最高29位を記録した。

## 収録曲
Side 1
1. ドント・ゴー・ニア・ザ・ウォーター - Don't Go Near the Water (Mike Love / Al Jardine) - 2:39
2. ロング・プロミスト・ロード - Long Promised Road (Carl Wilson/ Jack Rieley) - 3:30
3. テイク・ア・ロード・オフ・ユア・フィート - Take a Load Off Your Feet (Al Jardine / Brian Wilson / Gary Winfrey) - 2:29
4. ディズニー・ガールズ (1957) - Disney Girls (1957) (Bruce Johnston) - 4:07
5. スチューデント・デモンストレーション・タイム - Student Demonstration Time (Jerry Leiber / Mike Stoller / Mike Love) - 3:58

Side 2
1. フィール・フロウズ - Feel Flows (Carl Wilson / Jack Rieley) - 4:44
2. ルッキン・アット・トゥモロー（ア・ウェルフェア・ソング） - Looking at Tomorrow (A Welfare Song) (Al Jardine / Gary Winfrey) - 1:55
3. ア・デイ・イン・ザ・ライフ・オブ・ア・トゥリー - A Day in the Life of a Tree (Brian Wilson / Jack Rieley) - 3:07
4. ティル・アイ・ダイ - Til I Die (Brian Wilson) - 2:41
5. サーフズ・アップ - Surf's Up (Brian Wilson / Van Dyke Parks) - 4:12